# Muzeum Prus Wschodnich
Muzeum Prus Wschodnich (niem. Ostpreußisches Landesmuseum) – placówka muzealna założona w 1987 roku w Lüneburgu. Celem muzeum jest upamiętnienie oraz badanie historii i kultury Prus Wschodnich.

## Historia
Muzeum jest następcą Muzeum Łowiectwa Prus Wschodnich. Placówka finansowana jest ze środków federalnych, przez kraj związkowy Dolnej Saksonii oraz jest dotowana przez Fundację Kultury Prus Wschodnich. W latach 2016–2018 muzeum było zamknięte z powodu remontu i przebudowy obiektu. Koszty remontu szacowano na 6 mln euro, dzięki czemu powierzchnia wystawowa powiększyła się o 30% i osiągnęła 2000 m². Po ponad trzech latach remontu muzeum zostało ponownie otwarte 26 sierpnia 2018 roku.
Muzeum prezentuje obecnie (2018) 1300 eksponatów na 17 wystawach tematycznych. Wystawy są uporządkowane chronologicznie, nie wymagają od zwiedzających przygotowania historycznego. Niektóre prezentacje multimedialne nie zostały jeszcze ukończone, zostaną udostępnione zwiedzającym w 2019 roku. Na nowo zostały rozłożone akcenty, i tak na przykład przy tematyce ucieczek wojennych i wypędzeń powojennych w przedstawienie historyczne została wpleciona współczesna historia pewnego Syryjczyka. Została też przygotowana specjalna trasa do zwiedzania dla dzieci z wystawami z klocków Lego, z figurkami playmobil oraz z wieloma ekspozycjami do dotknięcia, przymierzenia czy wypróbowania.
Ledwie co zakończono ponadtrzyletnią rozbudowę muzeum, a już jest zaplanowana kolejna modernizacja. Wiosną 2018 roku muzeum została przyznana dotacja w wysokości 8 mln euro na kolejną wystawę poświęconą Immanuelowi Kantowi – filozofowi i uczonemu światowego formatu, który jednak przez całe życie ani razu nie opuścił granic Prus Wschodnich. Do 22 kwietnia 2024 roku, czyli do rocznicy 300. urodzin Kanta, ta wystawa ma zostać utworzona.